# The hag
The hag is een lied gecomponeerd door Frank Bridge. Hij gebruikte daarbij de gelijknamige tekst van James Merrick. The hag (vertaling: De heks) is het eerste lied geschreven door Bridge waarbij hij een volledig orkest als begeleiding gebruikte. Daarvoor schreef hij een lied met begeleiding op de piano en een lied met begeleiding door een strijkorkest. The hag werd voltooid op 18 juni 1902. Hijzelf mocht de eerste uitvoering dirigeren op 9 december 1902 met als solist Albert Garcia. Het werd gespeeld in de Royal Academy of Music in het kader van de start van een serie speciale concertprogramma's ten behoeve van het stimuleren van muzikale talenten.

## Discografie
- Uitgave Chandos: Roderick Williams, BBC National Orchestra of Wales o.l.v. Richard Hickox een opname uit 2003